# Requiem (canção)
Requiem é uma canção da cantora Alma. Ela irá representar a França no Festival Eurovisão da Canção 2017.